# 帕图
帕图（義大利語：Patù），是意大利莱切省的一个市镇。总面积8平方公里，人口1737人，人口密度217.1人/平方公里（2009年）。ISTAT代码为075060。